# Cynic Paradise
Cynic Paradise – szósty album studyjny szwedzkiej grupy muzycznej Pain.
Wydawnictwo ukazało się 31 października 2008 roku nakładem wytwórni muzycznej Nuclear Blast. 
Płytę poprzedził singel I'm Going In wydany 10 października 2008 roku. Drugi singel promujący zatytułowany Follow Me ukazał się 9 stycznia 2009 roku. Do obu utworów powstały teledyski, które wyreżyserował Denis Goria. Album zadebiutował na 30. miejscu szwedzkiej listy sprzedaży. Z kolei w Finlandii płyta dotarła do 28. miejsca.

## Lista utworów
Opracowano na podstawie materiału źródłowego.
1. I'm Going In – 3:16
2. Monkey Business – 4:05
3. Follow Me (feat. Anette Olzon) – 4:17
4. Have a Drink on Me – 3:53
5. Don't Care – 2:42
6. Reach Out (and Regret) – 3:55
7. Generation X – 4:18
8. No One Knows – 3:50
9. Live Fast – Die Young – 3:42
10. Not Your Kind – 4:10
11. Feed Us (feat. Anette Olzon) – 4:14

| Digipack |
| --- |
| 1. I'm Going In – 3:16 2. Monkey Business – 4:05 3. Follow Me (feat. Anette Olzon) – 4:17 4. Have a Drink on Me – 3:53 5. Don't Care – 2:42 6. Reach Out (and Regret) – 3:55 7. Generation X – 4:18 8. No One Knows – 3:50 9. Live Fast – Die Young – 3:42 10. Not Your Kind – 4:10 11. Feed Us (feat. Anette Olzon) – 4:14 12. Behind The Wheel (cover Depeche Mode) – 4:07 13. Here Is The News (cover Electric Light Orchestra) – 3:53 14. Follow Me – 4:09 15. Clouds Of Ecstasy (Bassflow Remix) – 3:29 16. No One Knows (Rectifier Remix) – 3:45 |

## Twórcy
Opracowano na podstawie materiału źródłowego.
- Peter Tägtgren – programowanie, produkcja muzyczna, miksowanie, mastering, wokal prowadzący, gitara, gitara basowa
- Michael Bohlin – programowanie
- David Wallin – perkusja
- Johan Husgafvel – gitara basowa
- Anette Olzon – wokal prowadzący
- Mika Jussila – wokal wspierający
- Travis Smith – okładka, oprawa graficzna

## Wydania
| Rok  | Nr katalogowy    | Format         | Wytwórnia                    | Region | Źródło |
| ---- | ---------------- | -------------- | ---------------------------- | ------ | ------ |
| 2008 | NB 2193-0        | 2xCD, Ltd, Dig | Nuclear Blast                | Niemcy | [ 10 ] |
| 2008 | IROND CD 08-1529 | CD, Album      | Irond Records                | Rosja  | [ 10 ] |
| 2008 | NB 2193-1        | LP, Album, Ltd | Nuclear Blast, Cargo Records | Niemcy | [ 10 ] |